# Bocana subalbida
Bocana subalbida är en fjärilsart som beskrevs av Swinhoe 1905. Bocana subalbida ingår i släktet Bocana och familjen nattflyn. Inga underarter finns listade i Catalogue of Life.